# Patinação artística nos Jogos Asiáticos de Inverno de 2003
As competições de patinação artística nos Jogos Asiáticos de Inverno de 2003 foram disputadas no Aomori Prefectural Skating Rink em Aomori, no Japão entre 2 e 4 de fevereiro de 2003. 

## Medalhistas
| Evento                          | Ouro                               | Prata                                  | Bronze                                       | Ref.  |
| ------------------------------- | ---------------------------------- | -------------------------------------- | -------------------------------------------- | ----- |
| Individual masculino (detalhes) | Takeshi Honda · Japão              | Li Chengjiang · China                  | Zhang Min · China                            | [ 1 ] |
| Individual feminino (detalhes)  | Shizuka Arakawa · Japão            | Fumie Suguri · Japão                   | Yukari Nakano · Japão                        | [ 1 ] |
| Duplas (detalhes)               | Shen Xue · Zhao Hongbo · China     | Pang Qing · Tong Jian · China          | Marina Aganina · Artem Knyazev · Uzbequistão | [ 1 ] |
| Dança no gelo (detalhes)        | Zhang Weina · Cao Xianming · China | Nozomi Watanabe · Akiyuki Kido · Japão | Rie Arikawa · Kenji Miyamoto · Japão         | [ 1 ] |

## Quadro de medalhas
| Ordem | País        | Medalha de ouro | Medalha de prata | Medalha de bronze |    |
| ----- | ----------- | --------------- | ---------------- | ----------------- | -- |
| 1     | Japão       | 2               | 2                | 2                 | 6  |
| 2     | China       | 2               | 2                | 1                 | 5  |
| 3     | Uzbequistão |                 |                  | 1                 | 1  |
| TOTAL | TOTAL       | 4               | 4                | 4                 | 12 |